# Fátima (Albacete)
Fátima es un barrio de Albacete (España) situado en la zona centro-oeste de la ciudad. Tiene una población de 12 836 habitantes (2012). Junto con el barrio de Franciscanos forma el Ensanche, la zona más poblada de la capital surgida del Plan de Alineaciones de Albacete de 1920.

## Geografía
El barrio está situado en la zona centro-oeste de la ciudad de Albacete, entre las calles paseo de la Circunvalación al oeste, Octavio Cuartero al este, la calle Feria al norte y Francisco Pizarro, un pequeño tramo de Pérez Galdós y Ríos Rosas al sur. Limita al norte con el barrio Feria, al noroeste con San Pablo, al este con los barrios Feria y Centro, al sur con Franciscanos y al oeste con Santa Teresa.

## Demografía

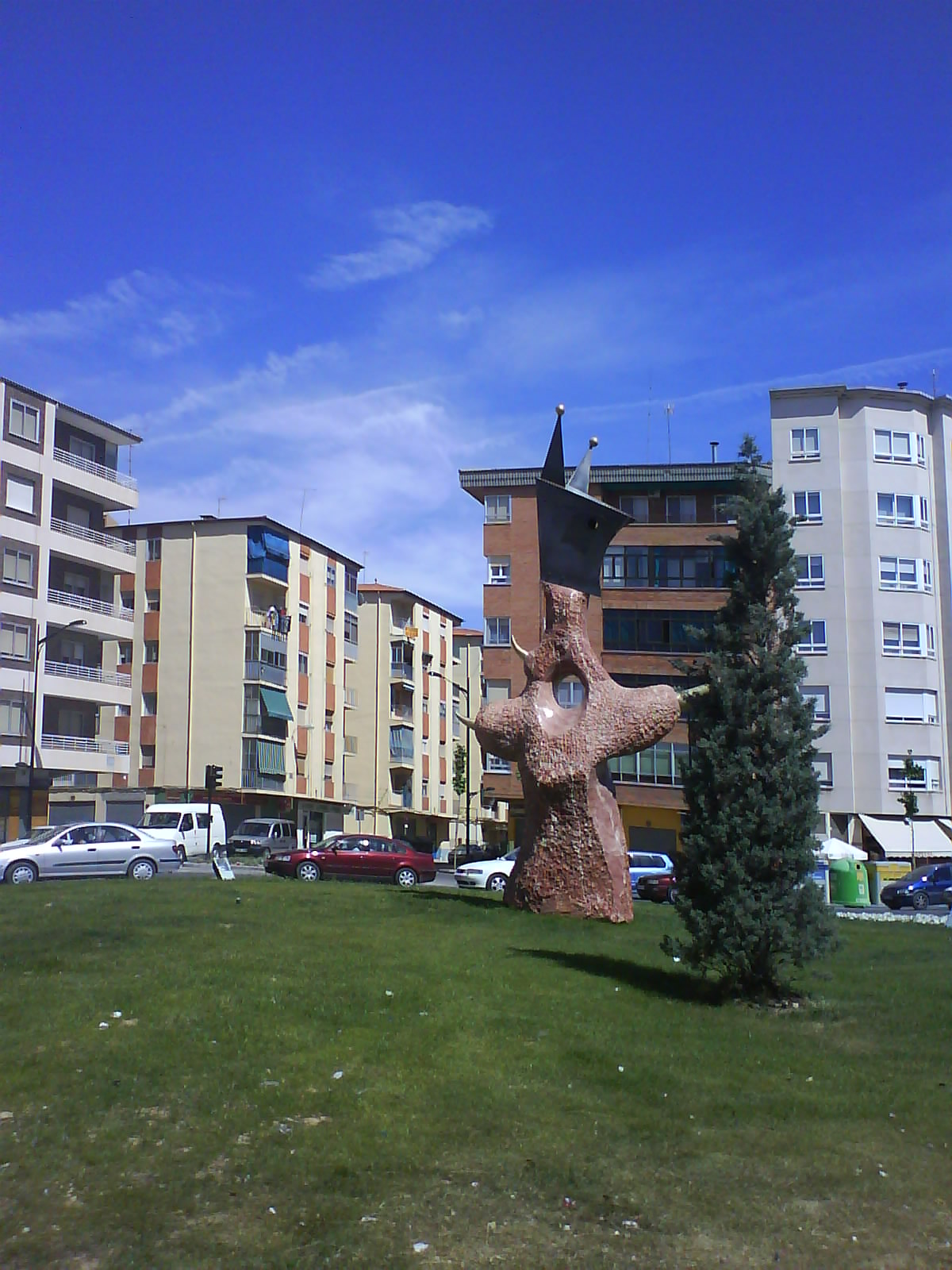
Atmósfera, monumento abstracto en la Circunvalación de Albacete entre los barrios de Fátima y Franciscanos

Fátima tiene 12 836 habitantes (2012): 6582 mujeres y 6254 hombres. Es un barrio ligeramente envejecido. La población mayor de 65 años supone el 17,31 % del total de la población del barrio, mientras que la población infantil se sitúa en el 13,8 %. El porcentaje de personas que viven solas es alto. El nivel de estudios de sus habitantes es ligeramente inferior a la media de la ciudad. La realidad económico-laboral del barrio es algo inferior al conjunto de la capital.

## Descripción

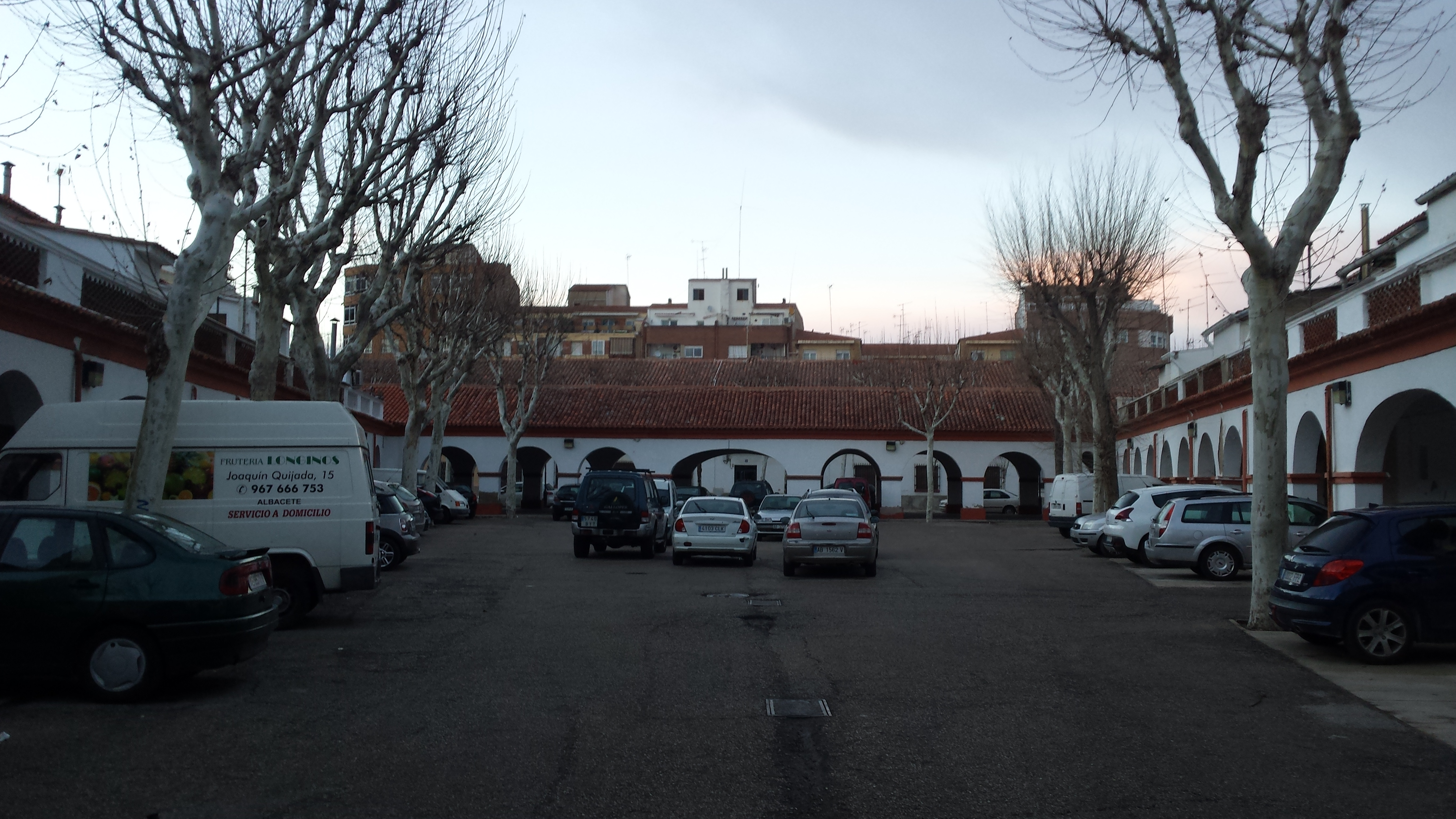
Mercado de las Casas Baratas, plaza porticada de época franquista

Fátima es un barrio céntrico comercial ubicado en el Ensanche de la capital. Con una alta concentración de bloques de viviendas, es uno de los barrios más poblados de Albacete. 
La estratégica vía de la capital albaceteña que conforman las calles Hermanos Jiménez y Arquitecto Vandelvira cruza centralmente el barrio. Entre sus lugares de interés destaca la iglesia de Fátima, al oeste, en la Circunvalación de Albacete, y el mercado de Fátima, también conocido como mercado de las Casas Baratas, que crea una plaza porticada de época franquista. 
Una parte importante del tradicional barrio de las Casas Baratas, en el que se ubica la iglesia, se suele encuadrar actualmente dentro de este barrio. El barrio nació en los años 1950 en la entonces periferia de la ciudad fruto de su fuerte crecimiento. En su orígenes era un barrio de carácter humilde, habitado por gente con pocos recursos.

## Educación
El barrio alberga los Colegios Públicos de Infantil y Primaria José Prat García y San Fulgencio, los Centros Privados Concertados de Educación Infantil y Primaria José María Pemán y San Cristóbal y el Centro Privado Concertado de Educación Infantil, Primaria y Secundaria Santo Ángel.

## Religión
El barrio alberga la iglesia de Fátima, construida a mediados del siglo XX como parroquia del extrarradio de la ciudad. Se sitúa en un barrio obrero, que progresivamente se ha ido incorporando al centro urbano de la ciudad a medida que esta ha experimentado un importante crecimiento. El templo cuenta con un patio a través del cual se accede a la parroquia presidido por una portada con columnas salomónicas y un imponente campanario. Alberga, además, la iglesia del Sagrado Corazón de Jesús.

## Deporte
Fátima acoge la Piscina Feria, inaugurada en 1995, que cuenta con piscina cubierta, sala de aerobic y centro de fisioterapia, y el Pabellón de la Feria, inaugurado en 1987, que cuenta además con sala de usos múltiples y galería de tiro con arco.

## Fiestas
Las fiestas oficiales del barrio tienen lugar anualmente del 12 al 18 de mayo.

## Transporte
El barrio queda conectado mediante las siguientes líneas de autobús urbano:
| Línea | Trayecto | Recorrido                                                        | Frecuencia                                         |
| ----- | --- | ---------------------------------------------------------------- | -------------------------------------------------- |
|       | Campus UCLM - Hospital Perpetuo Socorro | Recorrido Archivado el 22 de febrero de 2014 en Wayback Machine. | 12-18 minutos                                      |
|       | Estación de Ferrocarril - Estación de Autobuses - Hospital General Universitario - Hospital Universitario Ntra. Señora del Perpetuo Socorro | Recorrido Archivado el 22 de febrero de 2014 en Wayback Machine. | 15-22 minutos                                      |
|       | Ciudad - Parque Empresarial Campollano | Recorrido Archivado el 17 de abril de 2014 en Wayback Machine.   | Salidas 7:20, 8:20, 14:40, 15:20 (desde la ciudad) |